# Bèze
Bèze är en kommun i departementet Côte-d'Or i regionen Bourgogne-Franche-Comté i östra Frankrike. Kommunen ligger i kantonen Mirebeau-sur-Bèze som tillhör arrondissementet Dijon. År 2022 hade Bèze 730 invånare.

## Befolkningsutveckling
Antalet invånare i kommunen Bèze
Referens:INSEE